# Décès en décembre 1990
Décès
- 1986
- 1987
- 1988
- 1989
- 1990
- 1991
- 1992
- 1993
- 1994

Pour une information complémentaire, voir la page d'aide.

| Date         | Nom                       | Activités | Âge | Source |
| ------------ | ------------------------- | --- | --- | ------ |
| 1er décembre | Vijaya Lakshmi Pandit     | politique et diplomate indienne                                                                                | 90  |        |
| 1er décembre | David Morse               | haut fonctionnaire américain                                                                                   | 83  |        |
| 1er décembre | Sergio Corbucci           | réalisateur et scénariste italien                                                                              | 62  |        |
| 2 décembre   | Robert Cummings           | acteur, réalisateur et producteur américain                                                                    | 82  |        |
| 2 décembre   | Georges Coulon            | sculpteur et peintre français                                                                                  | 76  | (en)   |
| 2 décembre   | Aaron Copland             | compositeur américain                                                                                          | 90  |        |
| 2 décembre   | Marc Cerboni              | escrimeur français                                                                                             | 35  |        |
| 3 décembre   | Patrick Van Antwerpen     | cinéaste belge                                                                                                 | 46  |        |
| 3 décembre   | Rolf Hansen               | réalisateur allemand                                                                                           | 86  |        |
| 4 décembre   | Ed Binns                  | acteur américain                                                                                               | 74  |        |
| 4 décembre   | Naoto Tajima              | athlète japonais, champion olympique                                                                           | 78  |        |
| 5 décembre   | Lucy S. Dawidowicz        | historienne américaine                                                                                         | 75  |        |
| 5 décembre   | Steve Shaw                | acteur américain                                                                                               | 25  |        |
| 5 décembre   | Alfonso Ossorio           | peintre américano-philippin                                                                                    | 74  |        |
| 6 décembre   | Tunku Abdul Rahman        | Premier ministre malaisien                                                                                     | 87  |        |
| 7 décembre   | Peter Mieg                | compositeur, peintre et journaliste suisse                                                                     | 84  |        |
| 7 décembre   | Jean Paul Lemieux         | peintre québécois                                                                                              | 86  |        |
| 7 décembre   | Jean Duceppe              | acteur québécois                                                                                               | 67  |        |
| 7 décembre   | Reinaldo Arenas           | écrivain cubain                                                                                                | 47  |        |
| 8 décembre   | Enrico Coveri             | chef d'entreprise et un créateur de mode italien                                                               | 38  |        |
| 8 décembre   | Boris Kochno              | écrivain et librettiste français d'origine russe                                                               | 86  |        |
| 8 décembre   | Martin Ritt               | réalisateur américain                                                                                          | 76  |        |
| 8 décembre   | Lana Marconi              | comédienne française                                                                                           | 73  |        |
| 8 décembre   | Tadeusz Kantor            | metteur en scène polonais                                                                                      | 75  |        |
| 8 décembre   | Pierre Beausire           | écrivain, critique littéraire, bellettrien et poète vaudois                                                    | 88  |        |
| 9 décembre   | Jean-Charles Willoquet    | lieutenant de Jacques Mesrine, à Alençon lors d'un braquage                                                    | 46  |        |
| 9 décembre   | Joyce Porter              | écrivaine britannique                                                                                          | 66  |        |
| 9 décembre   | Mike Mazurki              | acteur américain                                                                                               | 82  |        |
| 9 décembre   | Henry Hicks               | avocat et homme politique néo-écossais                                                                         | 75  |        |
| 10 décembre  | Aline Aurouet             | dessinatrice, peintre, illustratrice et portraitiste française                                                 | 96  |        |
| 10 décembre  | Armand Hammer             | industriel américain                                                                                           | 92  |        |
| 10 décembre  | Marino Morettini          | coureur cycliste italien                                                                                       | 59  |        |
| 11 décembre  | Concha Piquer             | chanteuse et actrice espagnole                                                                                 | 82  |        |
| 11 décembre  | Fernand Collin            | universitaire, avocat et homme d'affaires belge                                                                | 92  |        |
| 12 décembre  | Giorgio Ghezzi            | footballeur italien                                                                                            | 60  |        |
| 13 décembre  | Gilles Boulouque          | magistrat français                                                                                             | 40  |        |
| 13 décembre  | Alice Marble              | joueuse de tennis américaine                                                                                   | 77  |        |
| 14 décembre  | Marthe Colleye            | peintre française                                                                                              | 88  |        |
| 14 décembre  | Red Heron                 | joueur de hockey sur glace canadien                                                                            | 74  |        |
| 14 décembre  | Friedrich Dürrenmatt      | écrivain, dramaturge et peintre suisse                                                                         | 69  |        |
| 15 décembre  | Ed Parker                 | fondateur de l'American kenpo, promoteur des arts martiaux et écrivain américain                               | 59  |        |
| 15 décembre  | Miquel Coll               | scientifique, historien et homme politique catalan                                                             | 86  |        |
| 16 décembre  | Jackie Mittoo             | organiste et auteur-compositeur jamaïcain                                                                      | 42  |        |
| 17 décembre  | Guy Lafarge               | compositeur français                                                                                           | 86  |        |
| 18 décembre  | Max Servais               | écrivain et illustrateur belge                                                                                 | 86  |        |
| 18 décembre  | Anne Revere               | actrice américaine                                                                                             | 87  |        |
| 18 décembre  | Max-Philippe Delavouët    | poète qui a écrit en français et en occitan/provençal                                                          | 70  |        |
| 18 décembre  | Paul Tortelier            | violoncelliste français                                                                                        | 76  |        |
| 18 décembre  | Voldemar Lestienne        | journaliste et écrivain français                                                                               | 59  |        |
| 18 décembre  | Arthur Roy Clapham        | botaniste et un écologue britannique                                                                           | 86  |        |
| 19 décembre  | Norbert Dufourcq          | organiste, professeur, musicologue et musicographe français                                                    | 86  |        |
| 20 décembre  | Mohamed Lyazidi           | journaliste marocain                                                                                           | 88  |        |
| 21 décembre  | Magda Julin               | patineuse artistique suédoise                                                                                  | 96  |        |
| 21 décembre  | Edmond Delfour            | joueur puis entraîneur français de football                                                                    | 83  |        |
| 22 décembre  | Erich Carl Walter         | entomologiste allemand                                                                                         | 87  |        |
| 22 décembre  | Grigori Retchkalov        | aviateur soviétique                                                                                            | 70  |        |
| 22 décembre  | Salah Aouidj              | personnalité du football tunisien                                                                              | 81  |        |
| 22 décembre  | Bernard Addison           | guitariste afro-américain                                                                                      | 85  |        |
| 23 décembre  | Wendell Scott             | pilote automobile américain                                                                                    | 69  |        |
| 23 décembre  | Pierre Gripari            | écrivain français                                                                                              | 65  |        |
| 23 décembre  | Joseph Garat              | homme politique français                                                                                       | 79  |        |
| 24 décembre  | Rodolfo Orlando Orlandini | footballeur argentin                                                                                           | 85  |        |
| 25 décembre  | Raymond Perinetti         | homme politique franco-italien                                                                                 | 79  |        |
| 26 décembre  | Mikhaïl Batarov           | pilote de chasse de l'Union soviétique                                                                         | 70  |        |
| 27 décembre  | Helene Stanley            | actrice américaine                                                                                             | 61  |        |
| 28 décembre  | Warren Skaaren            | scénariste américain                                                                                           | 44  |        |
| 28 décembre  | Ed van der Elsken         | photographe d'origine hollandaise                                                                              | 65  |        |
| 28 décembre  | Seiji Hisamatsu           | réalisateur japonais                                                                                           | 78  |        |
| 29 décembre  | Mona Dol                  | actrice française                                                                                              | 89  |        |
| 29 décembre  | Eugène Klimoff            | peintre, lithographe, graveur, professeur, historien d’art, auteur, mosaïste et restaurateur d’icônes canadien | 89  |        |
| 30 décembre  | George Gibson             | footballeur anglais                                                                                            | 78  |        |
| 31 décembre  | Vassili Lazarev           | cosmonaute soviétique                                                                                          | 62  |        |
| 31 décembre  | Henri Germain             | dirigeant de football français                                                                                 | 84  |        |